# Ritratto di Carlo I in abiti regali
Il ritratto è uno di quelli che sono definiti come i ritratti ufficiali. Probabilmente il quadro doveva essere inviato all'estero, presso la corte di qualche altro sovrano europeo.
Carlo I d'Inghilterra è presentato vestito con sontuosi abiti ufficiali, avvolti da un meraviglioso manto di ermellino.